# Czas regulacji
Czas regulacji, czas ustalania {\displaystyle T_{R}} – czas od chwili wprowadzenia pobudzenia do chwili, gdy odchyłka regulacji {\displaystyle e(t)} osiąga wartości stale mieszczące się w strefie tolerancji {\displaystyle \pm \Delta =0{,}05\ e_{m},} gdzie {\displaystyle e_{m}} jest maksymalną odchyłką dynamiczną osiągniętą podczas regulacji.
Czas regulacji jest miarą jakości dynamicznej odpowiedzi skokowej otwartego lub zamkniętego układu automatyki.